# Levantamiento de Montenegro
El levantamiento de Montenegro (en serbocroata: Ustanak u Crnoj Gori/Устанак у Црној Гори), comúnmente conocido como el levantamiento del 13 de julio (en serbocroata: Trinaestojulski ustanak/Тринаестојулски устанак) fue un levantamiento contra las fuerzas de ocupación italianas en Montenegro (Yugoslavia ocupada por el Eje). Iniciado por el Partido Comunista de Yugoslavia el 13 de julio de 1941, fue reprimido en seis semanas, pero continuó con una intensidad mucho menor hasta la batalla de Pljevlja el 1 de diciembre de 1941. Los insurgentes estaban dirigidos por una combinación de comunistas y exoficiales del Real Ejército Yugoslavo de Montenegro. Algunos de los oficiales habían sido liberados recientemente de los campos de prisioneros de guerra tras su captura durante la invasión de Yugoslavia. Los comunistas administraron la organización y proporcionaron comisarios políticos, mientras que las fuerzas militares insurgentes estaban dirigidas por exoficiales. Toda la nación rechazó la posición privilegiada ofrecida por sus ocupantes, rechazó la capitulación para luchar por Yugoslavia, junto con "Rusia" (los insurgentes nacionalistas percibían a la Unión Soviética como Rusia al comienzo del levantamiento).
A las tres semanas del inicio del levantamiento, los insurgentes lograron capturar casi todo el territorio de Montenegro. Las tropas italianas se vieron obligadas a retirarse a sus bastiones en Pljevlja, Nikšić, Cetiña y Podgorica. Los principales comandantes insurgentes incluían a exoficiales como el Coronel Bajo Stanišić y al Mayor Đorđije Lašić, y el Capitán Pavle Đurišić emergió como uno de los principales líderes después de distinguirse durante el exitoso ataque que dirigió contra Berane junto con las fuerzas comunistas.
La contraofensiva con más de 70.000 soldados italianos, comandada por el General Alessandro Pirzio Biroli, fue asistida por la Milicia musulmana de Sandžak y las fuerzas irregulares albanesas de las zonas fronterizas entre Montenegro y Albania, y reprimió el levantamiento en seis semanas. Los exoficiales del Real Ejército Yugoslavo y los comunistas estaban en disputa sobre la estrategia de los insurgentes. Los nacionalistas querían proteger los pueblos de montaña si eran atacados. Los comunistas discreparon y organizaron una lucha frontal contra las fuerzas italianas en la que fueron derrotadas las fuerzas rebeldes. Se produjo una escisión entre los insurgentes a causa de sus derrotas, que fueron infligidas por los italianos, y porque algunos de los insurgentes se dieron cuenta de que el levantamiento estaba dirigido por los comunistas. Josip Broz Tito destituyó a Milovan Đilas del mando de las fuerzas partisanas en Montenegro debido a sus errores durante el levantamiento, en particular porque Đilas eligió una lucha frontal en lugar de tácticas de guerrilla contra las fuerzas italianas y por sus "errores de izquierda". Después de la gran derrota del 1 de diciembre de 1941 durante el fallido ataque de las fuerzas comunistas a la guarnición italiana en Pljevlja, muchos soldados abandonaron las fuerzas partisanas y se unieron a los chetniks anticomunistas. Tras esta derrota, los comunistas aterrorizaron a las personas que percibían como sus enemigos, lo que provocó el antagonismo de muchos en Montenegro.
La derrota de las fuerzas comunistas durante la batalla de Pljevlja, combinada con la política de terror que siguieron, fueron las principales razones de la expansión del conflicto entre los insurgentes comunistas y nacionalistas en Montenegro tras el levantamiento. En la segunda quincena de diciembre de 1941, los oficiales militares nacionalistas Đurišić y Lašić iniciaron una movilización de unidades armadas separadas de los partisanos.
A principios de marzo de 1942, Đurišić concertó uno de los primeros acuerdos de colaboración entre los italianos y los chetniks. Este acuerdo fue entre Đurišić y Pirzio-Biroli, y estaba relacionado con el área de operaciones de la 19.ª División de Infantería  Venezia. En mayo de 1942, Đurišić atacó y derrotó al último destacamento partisano significativo en Montenegro. Sobre la base de los acuerdos firmados por los italianos con Đurišić y otros líderes chetniks, la ocupación italiana en Montenegro se redujo efectivamente a las ciudades, mientras que los chetniks mantuvieron el control del resto del territorio de Montenegro. En el segundo trimestre de 1942, una ofensiva conjunta italo-chetnik resultó en la retirada de las fuerzas partisanas restantes de Montenegro.

## Antecedentes
En abril de 1941, Alemania e Italia invadieron Montenegro, los alemanes desde Bosnia y Herzegovina y los italianos desde Albania. Los alemanes se retiraron más tarde, dejando que los italianos ocuparan el área.
Debido al colapso del ejército yugoslavo, la mayor parte de la población de Montenegro tuvo fácil acceso a grandes cantidades de armas y municiones militares. Para julio de 1941, el Partido Comunista de Yugoslavia tenía más de 1.800 miembros y otros 3.000 miembros jóvenes, ubicados en el área de Montenegro, Kotor y Sandzak. La mayoría de estos estaban listos para comenzar un levantamiento armado contra las potencias del Eje y los ocupantes italianos en particular. Quejas relacionadas principalmente con la expulsión de montenegrinos de la región de Kosovo y Voivodina, así como con la afluencia de refugiados de otras partes de Yugoslavia. Otros refugiados huían del terror de la Ustaše en las regiones a lo largo de las fronteras con Bosnia y Herzegovina. Los montenegrinos también odiaban a los italianos porque se habían anexionado importantes territorios productores de alimentos alrededor de Kosovo y habían cedido una instalación de producción de sal en Ulcinj a Albania. A esto se sumó el daño económico infligido por la retirada temporal de la circulación de los billetes yugoslavos de 500 dinares y más.
Pero el evento que desencadenó el levantamiento fue la proclamación de un Reino de Montenegro encabezado por un regente italiano y dirigido por el separatista montenegrino Sekula Drljević y sus seguidores, conocidos como "Verdes" (zelenaši). Esta proclamación fue anunciada por el Ministerio italiano de Asuntos Exteriores. Se emitió a la asamblea de separatistas montenegrinos convocada por Italia que se celebró el 12 de julio de 1941. El levantamiento estalló al día siguiente.

## El levantamiento

### Éxito inicial de los insurrectos

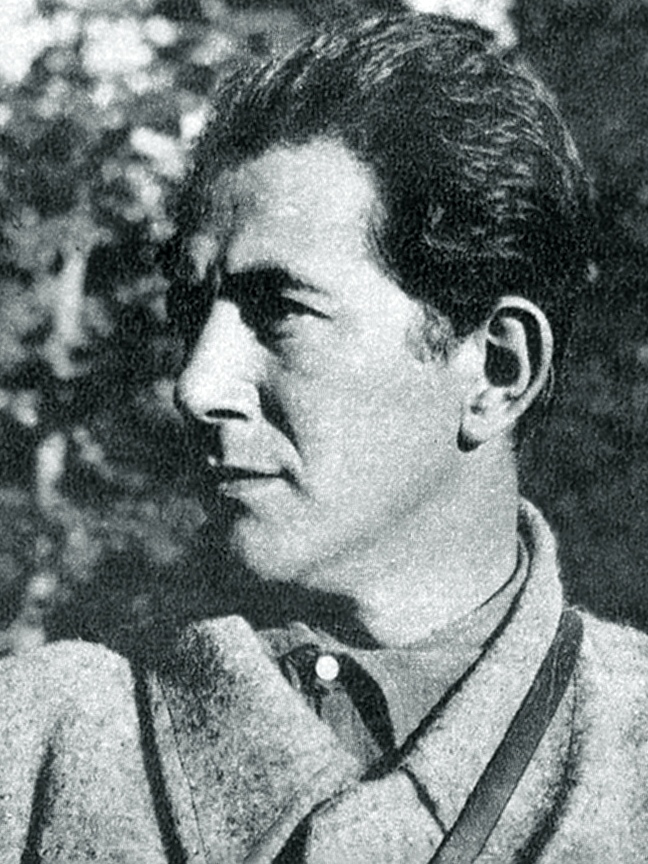
Milovan Đilas

A principios de julio de 1941, un alto miembro montenegrino del Politburó del Comité Central del Partido Comunista de Yugoslavia, Milovan Đilas, llegó a Montenegro desde Belgrado para iniciar la lucha comunista contra las fuerzas de ocupación. El levantamiento general en Montenegro estalló el 13 de julio de 1941, iniciado por el Partido Comunista de Yugoslavia. Un gran número de no comunistas se unieron al levantamiento, incluidos muchos exoficiales del Real Ejército Yugoslavo, algunos procomunistas pero la mayoría con fuertes sentimientos nacionalistas. Fue el tercer levantamiento en la Yugoslavia ocupada por el Eje en el verano de 1941. Las fuerzas insurgentes estaban dirigidas por exoficiales, algunos de los cuales habían sido liberados recientemente de los campos de prisioneros de guerra. Los comunistas se ocuparon de la organización y proporcionaron comisarios políticos. Los insurgentes también incluían un gran número de nacionalistas serbios conocidos como "blancos" (en serbio: бјелаши) y aldeanos armados. Los insurgentes tomaron el control de pequeños pueblos y aldeas en la fase inicial del levantamiento.
El 14 de julio, los insurgentes atacaron a los gendarmes italianos en Mojkovac y pronto capturaron la ciudad. El 15 de julio en Košćele, cerca de Rijeka Crnojevića, dos destacamentos de 80 insurgentes (de Ljubotinj y Ceklin) tendieron una emboscada a un convoy de camiones que transportaba al II Batallón de la Guardia Fronteriza italiano desde Podgorica. Se enviaron fuerzas italianas para liberar a Cetiña, que estaba sitiada por los insurgentes. Después de ocho horas de batalla, los insurgentes obtuvieron la victoria y mataron entre 70 y 80 soldados y oficiales italianos, hirieron a 260 y capturaron a los 440 restantes.
Los insurgentes capturaron varios barcos pequeños en Virpazar. El 16 de julio utilizaron uno de ellos para transportar a 46 soldados italianos capturados a Scutari, a cambio de suministros médicos y alimentos.
El 17 de julio, en medio de lo peor de los combates durante el exitoso ataque que dirigió contra Berane, el entonces capitán Pavle Đurišić se distinguió y emergió como uno de los principales comandantes del levantamiento. Durante el ataque a Berane, Đurišić luchó junto a las fuerzas insurgentes comunistas. Đilas intentó que Stanišić aceptara el mando general del levantamiento, pero Stanišić se negó. El 18 de julio, Đilas estableció el Comando de las Tropas Populares de Liberación de Montenegro, Boka y Sandžak bajo su propio mando, con el asesoramiento de los ex oficiales del ejército yugoslavo que estaban dispuestos a luchar bajo el control comunista. El 20 de julio, los insurgentes capturaron Bijelo Polje con una guarnición italiana de 180 soldados y oficiales.
Tres semanas después del comienzo del levantamiento, las tropas italianas se vieron obligadas a retirarse a sus bastiones en Pljevlja, Nikšić, Cetiña y Podgorica. Milovan Đilas y Arso Jovanović fueron enviados desde Serbia para coordinar las acciones de los insurgentes. Según Cavallero, la mayor parte de las fuerzas insurgentes estuvo dirigida por exoficiales del Reino de Yugoslavia hasta finales de octubre de 1941.

### Contraofensiva italiana

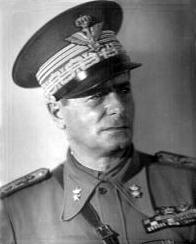
El general Alessandro Pirzio Biroli creía que lo único que reconocía la mentalidad balcánica era la fuerza.

El 16 de julio de 1941, el general Cavallero, comandante en jefe del Grupo de Ejércitos italiano en Albania, dio la orden al general Alessandro Pirzio Biroli de reprimir el levantamiento "a cualquier precio". El 25 de julio de 1941, Benito Mussolini nombró a Biroli, exgobernador de Asmara, con plenos poderes civiles y militares en Montenegro. Creía que la fuerza era lo único que reconocía la mentalidad balcánica. Por eso instó a tomar represalias extremas. El 5 de agosto, Biroli emitió una orden a la población para que entregara todas las armas de fuego y el 8 de agosto ordenó la confiscación de las propiedades de los insurgentes.
Biroli comandó la contraofensiva italiana, que fue la primera ofensiva de las fuerzas de ocupación del Eje en Yugoslavia. Las tropas italianas estaban compuestas por seis divisiones (Messina, Puglie, Pusteria, Taro, Venezia y Cacciatori delle Alpi), dos Legiones de Camisas negras (la 108.ª y la 164.ª), dos grupos de combate (I grupo del Regimiento de Caballería Cavalleggeri Guide y Skanderbeg) y dos batallones de la Guardia Fronteriza. Una fuerza de más de 70.000 soldados italianos atacó a los insurgentes, asistidos por unos 20.000 miembros de la Milicia musulmana de Sandžak, Plav y Gusinje y fuerzas irregulares albanesas de las zonas fronterizas que proporcionaban seguridad en los flancos. Los Vulnetari de Kosovo, en su mayoría de la región de Đakovica, llegaron a Plav y Gusinje para apoyar la contraofensiva italiana. Se canceló la transferencia de dos divisiones italianas (Tarro y Cacciatori delle Alpi) al Frente Oriental y se dirigieron contra los insurgentes en Montenegro.
En uno de sus informes escritos en agosto de 1941, Biroli explicó que la División Venezia avanzó desde Podgorica a Kolašin y Andrijevica. Informó que esta división fue apoyada por tropas de la Alpini y fuerzas albanesas bajo el mando del Capitán Prenk Cali de Vermosh y por fuerzas de Đakovica. A pesar de la feroz resistencia de los insurgentes, las fuerzas italianas lograron volver a ocupar la región de Kolašin, Andrijevica y Berane y liberaron del cautiverio a 879 soldados y oficiales italianos.

A mediados de agosto, por parte del frente hacia Rožaje comandado por Pavle Đurišić y hacia Čakor comandado por Đorđije Lašić, los representantes rebeldes y las fuerzas italianas organizaron negociaciones. La delegación de rebeldes estaba encabezada por Milutin Jelić. Se acordó la paz con las fuerzas italianas. Inicialmente las peticiones de los rebeldes fueron las siguientes:

1. Los rebeldes organizarían un nuevo levantamiento en caso de un intento del gobierno italiano de proclamar a Montenegro como estado independiente
2. Se prohibirá a los albaneses y al ejército albanés ingresar al territorio bajo control rebelde y se suspenderá urgentemente el incendio de las aldeas serbias. A cambio, los rebeldes liberarían a los prisioneros que tomaron durante el levantamiento.
3. Las fuerzas de ocupación italianas serán consideradas tropas enemigas hasta el final de la guerra.

La parte italiana aceptó partes de las demandas rebeldes al acordar dejar de incendiar aldeas y retirar las fuerzas albanesas, mientras que los rebeldes se obligaron a permitir que los italianos volvieran a ocupar las ciudades capturadas por los rebeldes durante el levantamiento. Las tropas italianas recuperaron el control de todas las ciudades y rutas de comunicación en seis semanas. Biroli dio las órdenes de aplastar la revuelta, pero dirigió sus fuerzas para evitar "actos de venganza y crueldad inútil". Sin embargo, al aplastar la revuelta, decenas de aldeas fueron quemadas, cientos fueron asesinados y entre 10.000 y 20.000 habitantes fueron internados. Durante un tiempo, a los irregulares musulmanes y albaneses se les permitió saquear e incendiar pueblos.
Después de la contraofensiva, los italianos no reconstruyeron sus puestos en los pueblos porque temían volver a ser presa fácil de los insurgentes. Como resultado, la mayoría de las áreas rurales de Montenegro no fueron reocupadas. Esto permitió a los insurgentes obtener comunicaciones, suministros y otras actividades más fácil.

### Terror rojo
Tras el éxito inicial del levantamiento, los comunistas se hicieron cargo de la situación. Su sangriento gobierno enemistó a muchas personas en Montenegro. Đilas y Partisans llevaron a cabo un breve reinado de terror y pronto se dieron cuenta de que tal política les dificultaba encontrar suministros y escondites seguros y reclutar nuevas fuerzas. Los partisanos aplicaron la política de terror masivo no solo contra sus soldados que los abandonaron después de la batalla de Pljevlja, sino también contra sus familias, contra los chetniks y sus familias, contra comerciantes más ricos, campesinos y cualquier profesional que percibieran como sus posibles enemigos de clase. Esta política se conoce como la "desviación de izquierdas". El 22 de octubre de 1941, Tito destituyó a Milovan Đilas del mando de las fuerzas partisanas en Montenegro debido a sus errores durante el levantamiento, incluidos sus "errores de izquierda".

### Batalla de Pljevlja

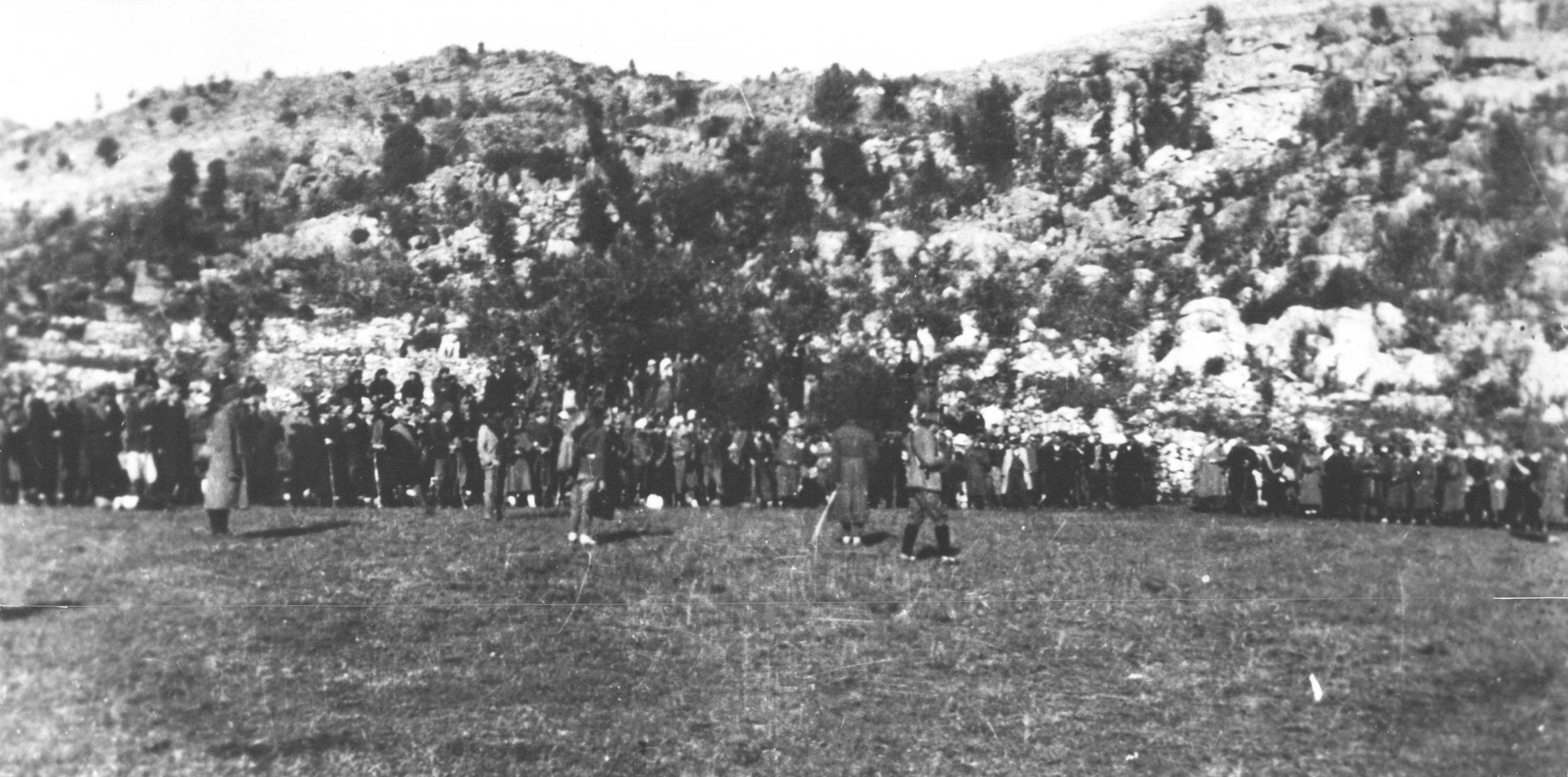
Grupos de partisanos antes de la batalla de Pljevlja.

Artículo principal: batalla de Pljevlja
Luego del revés causado por la contraofensiva italiana, hacia finales de 1941, los insurgentes se recuperaron y reanudaron sus actividades. El 1 de diciembre, las fuerzas partisanas atacaron Pljevlja pero no pudieron capturarla y se retiraron después de sufrir numerosas bajas. Las fuerzas partisanas contaron 203 soldados muertos y 269 heridos. Muchos partisanos abandonaron sus unidades y se unieron a los chetniks. Tras su derrota en la batalla de Pljevlja, los partisanos aterrorizaron a la gente, saquearon pueblos y ejecutaron a los italianos capturados, a los "sectarios" y "pervertidos" del partido. La batalla de Pljevlja fue el último gran conflicto del levantamiento en Montenegro. Tras esta batalla, los comunistas fueron expulsados de Montenegro hasta la primavera de 1943.

### Escisión entre los insurgentes
Se desarrolló una división entre los insurgentes como resultado de las derrotas infligidas por los italianos y la comprensión por parte de algunos de ellos de que el levantamiento estaba dirigido por los comunistas. Los partisanos estaban decididos a continuar con la revolución comunista mientras que los nacionalistas reconocieron que el levantamiento había sido derrotado y querían dejar de luchar. En el norte de Montenegro, había una distinción particular entre comunistas y nacionalistas. Los comunistas querían continuar con la revolución volviéndose contra sus enemigos de clase. El enfoque de los nacionalistas era evitar provocar a los italianos pero proteger los pueblos de montaña si eran atacados. Durante el otoño, los nacionalistas se pusieron en contacto con los italianos y se ofrecieron a ayudarlos a luchar contra los partisanos. Posteriormente, los nacionalistas, incluido Đurišić, que era popular en su propio clan Vasojević del norte de Montenegro, se retiraron al interior. La mayoría de los comandantes nacionalistas no tomaron partido en los enfrentamientos esporádicos entre las fuerzas italianas y las fuerzas insurgentes que fueron dominadas cada vez más por los partisanos.
Hubo dos razones principales para la expansión del conflicto entre los dos grupos de insurgentes: una gran derrota de las fuerzas partisanas durante su ataque a la guarnición italiana en Pljevlja y el terror llevado a cabo por los comunistas, las llamadas "desviaciones de Izquierda". "Una tierra sin chetniks fue abrumada repentinamente por chetniks" en gran parte debido a la política de los "errores de izquierda" que resultó en una derrota temporal del movimiento partisano en Montenegro en 1942. El levantamiento general del pueblo de Montenegro se convirtió en una guerra civil.

## Fin del levantamiento
A principios de noviembre de 1941, Tito destituyó a Milovan Đilas del mando de las fuerzas partisanas en Montenegro debido a sus errores durante el levantamiento, incluidos sus "errores de izquierda". Tito enfatizó que Đilas cometió errores porque organizó una lucha frontal de los ejércitos contra un enemigo mucho más fuerte en lugar de conectar la lucha partisana con el levantamiento del pueblo y adoptar los métodos de resistencia partisana. Đilas fue nombrado editor del periódico Borba, el principal órgano de propaganda del Partido.
Los enfrentamientos continuaron en menor medida hasta diciembre de 1941.

## Consecuencias

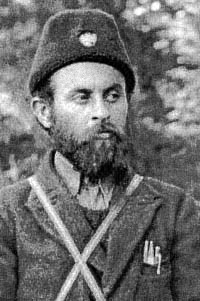
Pavle Đurišić

La población de Serbia también se volvió contra el levantamiento y los insurgentes comunistas por su represión e intención de llevar a cabo una revolución comunista. Los partisanos se mudaron de Serbia a Bosnia (nominalmente NDH) y se unieron a sus camaradas que ya se habían ido de Montenegro. Juntos formaron la Primera Brigada Proletaria establecida por Tito el 21 de diciembre de 1941, en Rudo, al sureste de Bosnia.
El 20 de diciembre de 1941, Draža Mihailović, un destacado líder chetnik apoyado posteriormente por el gobierno yugoslavo en el exilio, nombró a Đurišić comandante de todas las tropas regulares y de reserva en el centro y este de Montenegro y partes de Sandžak. El 21 de diciembre de 1941, los italianos declararon que responsabilizarían a Montenegro si sus tropas volvían a ser atacadas. En la segunda quincena de diciembre de 1941, Đurišić y Lašić comenzaron la movilización y el establecimiento de unidades armadas separadas de los partisanos. A mediados de enero de 1942, estas unidades estaban en conflicto armado con los partisanos. El 12 de enero de 1942, los italianos especificaron cómo pretendían castigar a los montenegrinos en caso de ataque a las fuerzas italianas: 50 civiles serían ejecutados por cada oficial italiano muerto o herido. En el caso de los soldados regulares, 10 civiles morirían. Biroli fue proclamado criminal de guerra por los crímenes cometidos por las fuerzas italianas comandadas por él en Montenegro. En febrero de 1942, los italianos estimaron que había unos 8.000 partisanos y 5.000 chetniks operando en Montenegro.
A principios de marzo de 1942, Đurišić concertó uno de los primeros acuerdos de colaboración entre los italianos y los chetniks. Este acuerdo fue con Biroli, y relacionado con el área de operaciones de la 19.ª División de Infantería Venezia. En mayo de 1942, Đurišić atacó y derrotó al último destacamento partisano significativo en Montenegro. Las fuerzas partisanas fueron expulsadas de la mayor parte de Montenegro. Mientras se retiraban, saquearon y quemaron pueblos que no los apoyaban. Las ciudades permanecieron bajo ocupación italiana mientras que a los chetniks se les permitió controlar el resto de Montenegro. Los partisanos se retiraron de Montenegro y se unieron a otros partisanos en Bosnia. A excepción de algunos individuos y pequeñas unidades clandestinas, los partisanos no volvieron a ingresar a Montenegro durante casi un año.
Tras la retirada de los partisanos de Montenegro, los chetniks repitieron los mismos errores que habían cometido los partisanos, estableciendo campos de prisioneros, realizando juicios ficticios y matando indiscriminadamente. Estas acciones no solo estaban dirigidas contra los comunistas restantes, sino también contra los musulmanes de Sandzak. Las masacres chetniks de musulmanes se perpetraron en particular en las ciudades de Bijelo Polje, Pljevlja y el pueblo de Bukovica. Esto resultó en que los musulmanes establecieran milicias en las aldeas para defenderse tanto de los partisanos como de los chetniks.